# David Essex
David Essex, geboren als David Albert Cook (Plaistow, 23 juli 1947), is een Britse zanger en acteur. Sinds de jaren 1970 heeft hij 19 Top 40-singles in het Verenigd Koninkrijk (waaronder twee nummer één) en 16 Top 40-albums bereikt. Internationaal had Essex het meeste succes met zijn single Rock On uit 1973. Hij heeft ook een uitgebreide carrière als acteur achter de rug.

## Jeugd
Essex werd geboren in Plaistow (tegenwoordig een wijk in de Londense borough Newham, opgenomen in Groot-Londen op 1 april 1965) en groeide op in het Londense East End. Hij speelde vanaf 1963 als drummer in de band The Everons.
Zijn vader Albert was havenarbeider in East End en zijn moeder Olive (geb. Kemp), was een autodidactische pianiste en een Irish Traveller. Zijn grootvader Thomas Kemp kreeg de bijnaam Philimore, de verengelste versie van Philly Mor - Iers voor Big Philly. Essex was twee jaar oud toen zijn ouders verhuisden naar Canning Town, waar hij opgroeide, uit het overvolle huis dat het gezin deelde met familieleden.
Essex ging naar de Star Lane Primary School. Hij hield van voetballen en beantwoordde geen van de vragen in het Elf plus-examen voor toelating tot een middelbare school, zodat hij ervoor kon zorgen dat hij naar de Shipman County Secondary School ging, waar hij wist dat ze het spel speelden. Hij was ook een tijdje lid van West Ham United Juniors en droomde ervan ooit een professionele speler te worden. Hij raakte toen ook geïnteresseerd in muziek en speelde drums met een lokale band, voordat hij zanger werd. In zijn tienerjaren verhuisde hij naar Marks Gate in de buurt van Chadwell Heath en Romford in Essex.

## Carrière

### Vroege carrière
Hij maakte in 1965 zijn eerste plaat And the Tears Came Tumbling Down voor Fontana Records. Daarna toerde hij twee jaar met de band David Essex & the Mood Indigo en bracht nog eens zeven singles uit in de jaren 1960. Hij nam ook de twee nummers A Rose en Leon and John and Billy and Me op, die niet zijn uitgebracht, maar als acetaten bestaan. Zijn eerste opmerkelijke acteerrol, afgezien van kleine optredens in de films Assault en All Coppers Are..., was de hoofdrol in de musical Godspell in 1971 op 23-jarige leeftijd.
Twee jaar later speelde hij in de film That'll Be the Day (1973) en in hetzelfde jaar nam hij zijn internationale en zelf geschreven hit Rock On op. Het verkocht meer dan een miljoen exemplaren en werd in maart 1974 bekroond met een gouden schijf door de RIAA. Het werd genomineerd voor een Grammy Award en bereikte nummer 5 in de Billboard Hot 100. De tweede single Lamplight bereikte ook de Top 10 in de UK Singles Chart.
In de jaren 1970 kwam Essex naar voren als een artiest met een bepaalde toon. In tegenstelling tot wat hij beweerde in zijn eigen biografie, was zijn eerste concert op zaterdag 2 november 1974 in de Granada in East Ham en niet in het Odeon. Hij verscheen ook in Stardust, een vervolg op That'll Be the Day uit 1974. De titelsong was weer een Top 10-hit. In 1976 coverde Essex het Beatles-nummer Yesterday voor de muzikale documentaire All This and World War II.
Essex' popidool-looks bezorgden hem een sterke schare vrouwelijke fans en zijn Britse tournees zorgden voor hysterische taferelen die aan Beatlemania deden denken. Volgens het Guinness Book of British Hit Singles werd hij in 1974 verkozen tot de nummer één Britse mannelijke zanger en was hij meer dan tien jaar een tieneridool.

### Muzikale rollen
In december 1973 verscheen Essex in de toneelversie van Tommy in het Rainbow Theatre in Londen.
In de herfst van 1974 had Essex met Gonna Make You a Star (1974) zijn eerste nummer 1-hit in het Verenigd Koninkrijk, gevolgd door Stardust (1975, 7e plaats). Zo heette ook de tweede Jim MacLaine-film, waarin Essex samen met Adam Faith, Keith Moon, Dave Edmunds en Larry Hagman speelde. De single Rolling Stone kwam in de zomer van 1975 op de 5e plaats en Hold Me Close werd in de herfst van 1975 zijn volgende nummer 1-hit in het Verenigd Koninkrijk.
In 1978 verscheen hij op Jeff Wayne's Musical Version of The War of the Worlds als de Artilleryman. In het Verenigd Koninkrijk blijft de set van twee records een bestseller.
In hetzelfde jaar speelde Essex het personage Che Guevara in de oorspronkelijke productie van Tim Rice en de musical Evita van Andrew Lloyd Webber. Zijn opname van de show Oh What a Circus bereikte nummer 3. Als de bekendste van de belangrijkste artiesten ontving Essex zelfs de hoogste facturering, boven Elaine Paige, wiens sterrendom schijnbaar van de ene op de andere dag kwam aanzetten met haar auditie in de show. Zijn contract vereiste dat hij slechts vijf en een halve maand bij de show zou blijven, waarin, ongebruikelijk en zoals Essex had voorspeld, zijn doublure Nigel Planer nooit hoefde op te treden.
Twee jaar later speelde hij in de motorracefilm Silver Dream Racer. Het soundtracknummer Silver Dream Machine was een top 5 hit in de UK Singles Chart.
In 1981 speelde hij in Childe Byron, een toneelstuk opgevoerd in het Young Vic-theater.
In 1985 schreef en speelde hij als Fletcher Christian in de West End-musical Mutiny!, gebaseerd op de roman Mutiny on the Bounty van Charles Nordhoff en James Norman Hall. De partituur produceerde nog twee hitsingles, waaronder Tahiti, zijn tiende Top 10-succes.
Essex bleef presteren op alle gebieden van de showbusiness. De sitcom The River uit 1988 behaalde goede kijkcijfers. In 1991 bereikte de muziekcompilatie His Greatest Hits nummer 13. Het album Cover Shot uit 1993, met een cover van het Buzz Cason/Mac Gayden-nummer Everlasting Love piekte op nummer 3. Zijn autobiografie A Charmed Life werd in 2002 gepubliceerd en werd een bestseller.
In 1999 werd Essex benoemd tot Officier in de Orde van het Britse Rijk. Hij toert nog steeds elk jaar door het Verenigd Koninkrijk en brengt albums uit via zijn website. Ondanks zijn lange en succesvolle Britse carrière blijft hij grotendeels onbekend in de Verenigde Staten. Rock On bereikte nummer 3 in 1974 en was zijn enige Amerikaanse Cashbox Top 40-hit.
Essex, die uit een familie van Irish Travellers komt, speelde in 2000 een goedhartige nomade in een aflevering van ITV1's Yorkshire-drama Heartbeat uit de jaren 1960. Hij speelde het personage Johnny Lee. Essex vertelde Jake Bowers van de BBC Rokker Radio, een programma voor zigeuners en reizigers op 30 juli 2006, dat hij altijd openlijk trots is geweest op zijn familiegeschiedenis van Travellers. Hij was beschermheer van de Britse National Gypsy Council, die zich inzet voor gelijke rechten, onderwijs en diensten voor Roma- en Irish Travellers.
In 2005 trad hij op als gastvocalist en schreef hij liedjes voor het album Tales from Turnpike House van Saint Etienne. Ook dat jaar verscheen hij in de Channel 4-documentaire Bring Back...The Christmas Number One.
Essex zou begin 2006 toetreden tot de cast van de soap EastEnders als het nieuwe personage Jack Edwards. De rol werd echter uitgebreid tot buiten de geplande drie weken en Essex was niet in staat om de tijd te besteden. De rol ging in plaats daarvan naar Nicky Henson.
Een model en opname van Essex is te zien in het museum van West Ham United Football Club. In de opname legt hij uit waarom hij West Ham steunt en zijn liefde voor het team.
Essex bracht zes jaar door als ambassadeur voor Voluntary Service Overseas, wat hem in 1999 een OBE opleverde.
In februari 2016 trad Essex op in The War Of The Worlds in het Londense Dominion Theatre.

### Recente jaren
Essex nam vroeger platen op en bracht ze uit bij zijn eigen platenlabel Lamplight. Sindsdien heeft hij de naam van zijn bedrijf veranderd in Joseph Webster Ltd, genoemd naar zijn eerste kleinkind. Hij toert regelmatig en blijft acteren, zoals in Boogie Nights 2, Footloose en de musical Aspects of Love van Andrew Lloyd Webber. Van september 2008 tot de zomer van 2009 ging hij met zijn eigen musical All the Fun of the Fair op tournee door het Verenigd Koninkrijk. Hij volgde dit in het najaar met de uitverkochte solotournee Secret Tour door het Verenigd Koninkrijk. Essex heeft een dvd uitgebracht op zijn website van de laatste avond van de tournee, gefilmd in Bournemouth. Hij keerde terug naar het Londense West End met All the Fun of the Fair, maar met een ander einde dan in de provincies.
In januari 2011 werd aangekondigd dat Essex zich eindelijk bij de cast van EastEnders had gevoegd als Eddie Moon, vijf jaar nadat hij aanvankelijk in de show zou verschijnen. Zijn eerste optreden op het scherm was op 3 juni 2011. Eddie verliet de soap op 6 oktober 2011. Daarna schreef hij de muziekpartituur voor de film Traveler (2013), waarin hij samen met zijn zoon Billy Cook speelde, die de hoofdrol speelde als een half-zigeuner die zijn identiteit probeert te vinden.

## Privéleven
Op 20 september 2010 trouwde Essex met de Welshe actrice Susan Hallam-Wright (geboren 1973), zijn derde vrouw, bij St Cross Church, Talybont, in de buurt van Bangor, Noord-Wales. Hij ontmoette haar voor het eerst eind 2008 toen ze auditie deed voor een rol in All the Fun of the Fair. Ze kreeg de rol van Sally en werd toen gepromoveerd tot Mary, Jacks vriendin, voor de West End-versie in het Garrick Theatre in Londen in april 2010. Essex was eerder getrouwd met Maureen Neal (in 1971) en Carlotta Christy (in 1997).
Essex heeft vijf kinderen. Hij had twee kinderen (Verity en Danny) met zijn eerste vrouw Maureen Neal; tweeling (Billy en Kit) met zijn tweede vrouw Carlotta Christy en een vierde zoon (Sonny) met zijn derde vrouw Susan Hallam-Wright.

## Discografie

### Singles
- 1965: Can't Nobody Love You
- 1966: Thigh High
- 1966: This Little Girl of Mine
- 1968: Just for Tonight
- 1968: Love Story
- 1969: The Day the Earth Stood Still
- 1970: A Dog's Life
- 1973: Lamplight
- 1973: Rock On
- 1974: America
- 1974: Gonna Make You a Star
- 1974: Stardust
- 1975: Good Ol' Rock & Roll
- 1975: I Know
- 1975: Hold Me Close
- 1975: If I Could
- 1975: Rollin' Stone
- 1976: Ooh, Love
- 1976: Out on the Street
- 1976: City Lights
- 1976: Coming Home
- 1977: Cool Out Tonight
- 1978: Goodbye First Love
- 1978: Brave New World
- 1978: Oh What a Circus
- 1978: Stay with Me Baby
- 1979: 20 Flights Up
- 1979: World (Alpha Omega: A Musical Revelation)
- 1979: Imperial Wizard
- 1980: Heart on My Sleeve
- 1980: On My Bike
- 1980: Hot Love
- 1980: Silver Dream Machine
- 1981: Be Bop a Lula
- 1981: Sunshine Girl
- 1981: The Magician
- 1982: No Substitutes
- 1982: Sweathearts
- 1982: A Winter's Tale
- 1982: Me and My Girl (Night-Clubbing)
- 1983: Tahiti (uit de musical Mutiny on the Bounty)
- 1983: The Smile
- 1983: You're in My Heart
- 1984: Fishing for the Moon
- 1984: Welcome
- 1985: Freedom (met Frank Finlay en The Cast of Mutiny)
- 1985: Falling Angels Riding
- 1985: Friends
- 1986: Back in England for Christmas
- 1987: Myfanwy
- 1988: Look at the Sun Shining
- 1988: The River
- 1989: Missing You (Magic)
- 1989: Rock On (A Shep Pettibone Remix)
- 1989: The Sun Ain't Gonna Shine Anymore
- 1990: A Shoulder to Cry On
- 1991: Africa – You Shine (met Shikisa feat. Adbul Tee-Jay)
- 1991: The Christmas EP
- 1993: Everlasting Love
- 1994: True Love Ways (met Catherine Zeta Jones)
- 1995: Bella Bella
- 1996: The Adventures of Robinson Crusoe
- 2001: Dance with Me

### Albums
- 1973: Rock On
- 1974: David Essex
- 1975: All the Fun of the Fair
- 1976: On Tour
- 1976: Out on the Street
- 1976: In Europe
- 1976: In Scandinavia
- 1977: Gold and Ivory
- 1978: Evita (met Tim Rice, Andrew Lloyd Webber, Elaine Paige, Joss Ackland en Harold Prince)
- 1979: Imperial Wizard
- 1980: Hot Love
- 1980: Silver Dream Racer
- 1981: Be-Bop the Future
- 1982: Stage-Struck
- 1983: Mutiny! (met Frank Finlay, Victor Spinetti, Nicky Henson, Charles Mindenhall, Doreen Chanter en het Royal Philharmonic Orchestra)
- 1983: The Whisper
- 1983: David Essex
- 1984: This One’s for You
- 1985: Mutiny! (The Original London Cast met David Essex en Frank Finlay)
- 1989: Touching the Ghost
- 1993: Cover Shot
- 1994: Back to Back
- 1995: Missing You
- 1997: A Night at the Movies
- 1998: Here We Are All Together
- 2013: Reflections

### Compilaties
- 1978: The David Essex Album
- 1979: Hold Me Close
- 1980: The David Essex Collection
- 1982: The Very Best of David Essex
- 1986: Centre Stage
- 1990: The Collection
- 1991: His Greatest Hits
- 1992: Best Of
- 1996: The Best of David Essex
- 1998: The Very Best of David Essex (2 cd's)
- 1998: Greatest Hits (1998)
- 2006: Greatest Hits (2006)

## Filmografie/theater
- 1970: Assault
- 1971: Octaman
- 1971: Godspell (musical)
- 1972: All Coppers Are…
- 1973: That'll Be the Day
- 1974: Stardust
- 1976: The Big Bus
- 1976: All This and World War II
- 1978: Evita (musical)
- 1980: Silver Dream Racer
- 1991: Journey of Honor
- 1992: Shogun Mayeda
- 1996: Brassed Off

- Bibliothèque nationale de France: cb13893718j (data)
- Gemeinsame Normdatei: 134368754
- International Standard Name Identifier: 0000 0001 1862 4717
- Library of Congress Control Number: n85194028
- MusicBrainz: 822e180a-061a-4da0-a1f3-35e8bdf5f240
- Nationale Bibliotheek van Tsjechië: xx0036745
- Nationale Bibliotheek van Israël: 987007454062005171
- Virtual International Authority File: 85529069
- WorldCat: E39PBJrgDkbPtc6cM9R9qPk4bd